# Municipalité métropolitaine (Afrique du Sud)
Pour les articles homonymes, voir Municipalité métropolitaine.
Une municipalité métropolitaine ou municipalité de catégorie A exerce, en Afrique du Sud, le pouvoir local sur une ville ou une conurbation. Elles se différencient ainsi des zones rurales du pays dans lesquelles le pouvoir municipal est réparti entre les districts municipaux et les municipalités locales.
La constitution sud-africaine, dans sa section 155.1.a, définit l’étendue et les pouvoirs de cette division administrative.
Un autre texte officiel, le Municipal Structures Act, détaille ce fonctionnement administratif destiné aux métropoles qui ont un intérêt économique majeur, celles dont  un développement économique intégré est souhaitable.

## Liste des municipalités métropolitaines
| Nom                | Code | Province       | Siège          | Superficie (km²) | Population (2011) | Densité (per km²) |
| ------------------ | ---- | -------------- | -------------- | ---------------- | ----------------- | ----------------- |
| Buffalo City       | BUF  | Cap-Oriental   | East London    | 2 536            | 755 200           | 297,8             |
| Le Cap             | CPT  | Cap-Occidental | Le Cap         | 2 460            | 3 740 026         | 1 520,3           |
| Johannesbourg      | JHB  | Gauteng        | Johannesbourg  | 1 645            | 4 434 827         | 2 695,9           |
| Tshwane            | TSH  | Gauteng        | Pretoria       | 6 345            | 2 921 488         | 460,4             |
| Ekurhuleni         | EKU  | Gauteng        | Germiston      | 1 924            | 3 178 470         | 1 652,0           |
| eThekwini          | ETH  | KwaZulu-Natal  | Durban         | 2 292            | 3 442 361         | 1 501,9           |
| Mangaung           | MAN  | État-Libre     | Bloemfontein   | 6 284            | 747 431           | 118,9             |
| Nelson Mandela Bay | NMA  | Cap-Oriental   | Port Elizabeth | 1 959            | 1 152 115         | 588,1             |

## Élections
Comme les municipalités locales, les municipalités métropolitaines sont divisées en circonscriptions électorales appelées wards, aussi bien pour les élections locales que nationales.